# Legge contro la crudeltà verso gli animali del 1849
La legge contro la crudeltà verso gli animali del 1849 è una legge del parlamento del Regno Unito con il titolo completo di Una legge per una più efficace prevenzione della crudeltà verso gli animali. Essa ne sostituiva due precedenti, quella contro il trattamento crudele del bestiame del 1822 e quella contro la crudeltà verso gli animali del 1835, e ribadiva i reati di percosse, maltrattamenti, sovraccarico, abuso e tortura verso gli animali con una ammenda di 5£ e un risarcimento fino a 10£.
La legge fu emendata ed estesa dalla legge contro la crudeltà verso gli animali del 1876 e sostituita dalla legge sulla protezione degli animali del 1911.